# ميركل لوري
ميركل لوري (بالإنجليزية: Miracle Laurie)‏ هي ممثلة أمريكية، ولدت في 17 أكتوبر 1981 بشاطئ هنتنغتون في الولايات المتحدة.

## وصلات خارجية
- ميركل لوري على موقع IMDb (الإنجليزية)
- ميركل لوري على موقع روتن توميتوز (الإنجليزية)
- ميركل لوري على موقع ألو سيني (الفرنسية)
- ميركل لوري على موقع أول موفي (الإنجليزية)
- ميركل لوري على موقع قاعدة بيانات الفيلم (الإنجليزية)
- ميركل لوري على موقع كينوبويسك (الروسية)